# Ernesto Blanco
Ernesto Hilario Blanco, né le 13 mars 1893 à Buenos Aires et mort le 5 février 1961 à près de 68 ans dans la capitale fédérale, est un ancien pilote automobile argentin de voitures de sport et de tourisme. 
Avec Raúl Riganti et Antonio Gaudino (un italien émigré en Argentine), ils étaient surnommés dans les années 1910 Los Tres Mosqueteros, alors qu'ils se livraient à des compétitions motocyclistes.

## Biographie
Mécanicien de profession, Blanco s'associe précocement en affaires avec Raúl Riganti.
Il débute par le cyclisme au début des années 1910, passant à la motocyclette durant le premier conflit mondial (débuts sur la Cuadran 4.5 hp de son frère Fermìn). Il remporte alors le Criterium Argentino de Motociclismo à trois reprises à Rosario (une épreuve où s'imposèrent aussi Riganti et Gaudino), avant de passer sur une moto anglaise The Sun de 3.5 hp, puis à partir de 1916 sur une Harley Davidson, qui lui permet d'emblée d'assurer cinq victoires d'affilée, ses principaux adversaires étant équipés d'Indian. Mais en mai 1917, un grave accident en course lui impose huit mois d'alitement.
Sa longue carrière en compétition automobile s'étale ensuite entre 1919 et 1957 (mais il continue ponctuellement la moto jusqu'en 1925, année où il accomplit en une seule journée un raid Buenos Aires-Rosario-Buenos Aires avec son frère Fermìn pour relayeur, soit près de 800 kilomètres dans un temps record). Au début "Polenta" Riganti est son mécanicien embarqué. En 1926 Blanco passe sur REO.
En 1930 il devient le premier des formateurs du corps des patrouilles de la police fédérale. Débute alors une activité régulière en course avec une R.E.O "Flying Cloud" (R.E.O pour Ransom Eli Olds, le créateur d'Oldsmobile, pierre angulaire de la General Motors à Lansing aux États-Unis et qui construit des voitures de 1904 à 1936). Atilio Plini est le copilote attitré durant quinze ans, jusqu'en 1945.
En 1954 Blanco effectue sa dernière course avec R.E.O.
En 1957, âgé de 64 ans, il est encore deuxième durant les trois-quarts de la course lors des 500 millas de Rafaela, sur Alfa Romeo 308 3.8L.. L'année suivante il cesse la compétition, au mois d'août, après 50 années de sports mécaniques.
Il avait pris l'habitude de courir avec la visière de sa casquette à l'envers, ou avec un casque.

## Palmarès automobile

### Titres
- Campeon Argentino de Velocidad en 1936 sur REO (6 victoires en 12 courses, accompagné d'Atilio Plini), saison où il obtient trois titres nationaux de catégories : Mecànica Nacional, Fuerza Libre, et Carretera;
  - troisième du Championnat d'Argentine Tourisme (T.C.) en 1941.

### Principales victoires (et podiums)
- Gran Premio de Còrdoba en 1932;
- double vainqueur des 500 millas de Rafaela (ou 500 millas Argentinas) en  1936 et 1940 (sur Reo, record absolu la seconde fois)
  - (deuxième en 1926 et 1947, troisième en 1951 et 1954, quatrième en 1955 à 61 ans);
- 200 millas de Tucumánen 1936 (Reo);
- Gran Premio de Venado Tuerto en 1936 (Reo);
- Circuito de Lincoln en 1936 (Reo);
- Circuito de Tres Arroyos en 1936 (Reo);
- Gran Premio Provincia de Mendoza en 1936 (Reo);
- Gran Premio Ciudad de Casilda en 1937 (Reo);
  - deuxième du Premio Otonó en 1925 et 1931;
  - troisième du Gran Premio del Chaco en 1935.